# وارتوهی خاچاطریان
وارتوهی (روزا) کاراپتی خاچاطریان (ارمنی: Վարդուհի (Ռոզա) Կարապետի Խաչատրյան؛  زادهٔ ۴ سپتامبر ۱۹۲۷ - درگذشته ۲۳ اوت ۲۰۱۵) خواننده اهل ارمنستان بود که بین سال‌های - تا - میلادی فعالیت می‌کرد.

## زندگی‌نامه
وی در ۴ سپتامبر ۱۹۲۷ در لنیناکان به دنیا آمد و از کالج دولتی موسیقی رومانوس ملیکیان و کنسرواتوار دولتی کومیتاس ایروان فارغ‌التحصیل گشت. وی همچنین برنده جوایزی همچون هنرمند مردمی ارمنستان شوروی (۱۹۸۲) شد. وی در ۲۳ اوت ۲۰۱۵ در سن ۸۷ سالگی در ایروان درگذشت

## نگارخانه

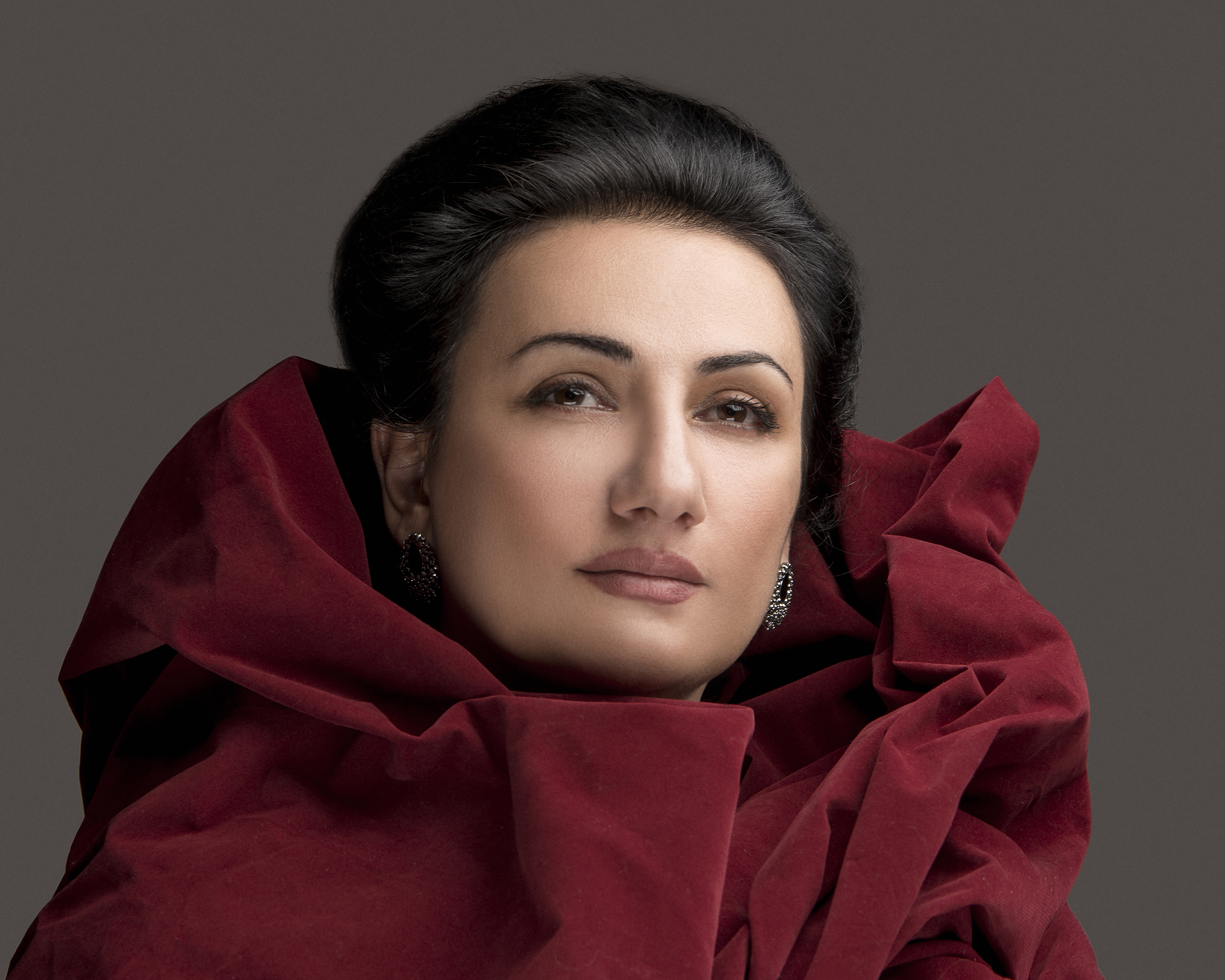